# Kiniakara
 (février 2018).
Si vous disposez d'ouvrages ou d'articles de référence ou si vous connaissez des sites web de qualité traitant du thème abordé ici, merci de compléter l'article en donnant les références utiles à sa vérifiabilité et en les liant à la section « Notes et références ».
Kiniakara est une petite ville du Togo située dans la Préfecture de Bassar, dans la région de la Kara

## Géographie
Kiniakara est situé à environ 44 km de Kara

## Vie économique
- Atelier mécanique

## Lieux publics
- École primaire